# Contarinia bromicola
Contarinia bromicola är en tvåvingeart som först beskrevs av Marikovskij och Agafonova 1961.  Contarinia bromicola ingår i släktet Contarinia och familjen gallmyggor. Inga underarter finns listade i Catalogue of Life.